# 山田エンリ
山田エンリは、日本の歌手である。東京都出身。その他の名義にen、がある。

## 来歴・人物
東京都出身。
学校法人尚美学園尚美 ミュージックカレッジ専門学校を卒業後、テーマパークシンガーを経て、ディズニーチャンネル「アバローのプリンセスエレナ」の吹替えなど、数多くの作品に参加。当初「en」名義で活動していたが、2017年に「山田エンリ」に改名。

### ボーカル
- 挿入歌 (日本語吹替版) - Netflix「ワールド・オブ・ウィンクス」Winx Club
- 主題歌(日本語吹替版)  - Netflix[ポップルズ」
- NHK「クマロク!」コーラス
- NHK「まるっと！」
- NHKみんなのうた「おいら歌舞伎のぬらりんひょん」コーラス
- テレビ東京シナぷしゅ「ジユウたいそう」

### 映画作品
- ディズニー映画「ライオン・キング (2019年の映画)」コーラス(2019) [2]
- 映画マナームービー バンダイナムコエンターテインメント「パックマン」歌唱

### アニメ作品
- ディズニーDVDティンカー・ベルと輝く羽の秘密オープニングテーマ(2013)
- ディズニーDVDティンカー・ベルとネバーランドの海賊船オープニングテーマ、主題歌(2014)
- TVアニメ無責任ギャラクシー☆タイラー劇伴歌唱
- TVアニメ「少年アシベGO!GO!ゴマちゃん」劇伴歌唱
- TVアニメNEWGAME!　特殊OP「祈りの羽」

### ディズニーチャンネル
- ディズニーチャンネル「アバローのプリンセス エレナ」主題歌
- 「フィニアスとファーブ」
- 「ライオン・ガード」
- 「ちいさなプリンセス ソフィア」
- 「ドット」
- 「ティーン・スパイ K.C.」
- 「マイロ・マーフィーの法則」

### ゲーム
- スマホゲーム「GODGAMES」BGM歌唱
- スマホゲーム「Gate of Rebellion」BGM歌唱

### CM
- TVCM花王「サクセスシャンプー ボリュームアップタイプ」
- TVCM大正製薬 アルコベール 「恋のライバル」篇「靴ぬぐ店だなんて」篇「懇親会」篇
- TVCMフォルクスワーゲン「ザ・ビートル PINK」
- TVCMユニバーサル・スタジオ・ジャパン「熱狂スパイラル」
- TVCMキリン「零ICHI（ゼロイチ） 変わった」篇
- TVCM「北陸電力」

## その他歌唱参加作品
- ボイスドラマ「勇者様のお師匠様 III」劇伴歌唱
- CD「THE IDOLM@STER LIVE THE@TER PERFORMANCE 02 アイドルマスター ミリオンライブ!　透明なプロローグ」コーラス
- 大手舞浜テーマパークソリスト歌唱、コーラス歌唱
- 遊技機　山佐「キャプテンパルサー」主題歌
- 藤商事「CR 怨み屋本舗」朱い華
- 魔法つかいプリキュア! サウンドアルバム「リンクル☆メロディーズ」コーラス

### 出演
- 大手舞浜テーマパークシンガー、系列ホテルショーシンガー
- 大手ホテルブライダル聖歌隊レギュラー歌唱
- ミュージカル「WonderHoney～あの娘は、可愛い気まぐれ魔法使い～」ピーターパン・鏡の王子役
- ライブ「PGP SHOWCASE 2013 OSAKA（大阪・天王寺ROCKTOWN）」ゲストボーカル

### その他
- カラオケガイドボーカル　「絢香・宇多田ヒカル・椎名林檎・VALSHE」など
- 小岩POPO環境音楽歌唱